# 布呂內利施托克山
47°5′3″N 8°58′21″E / 47.08417°N 8.97250°E

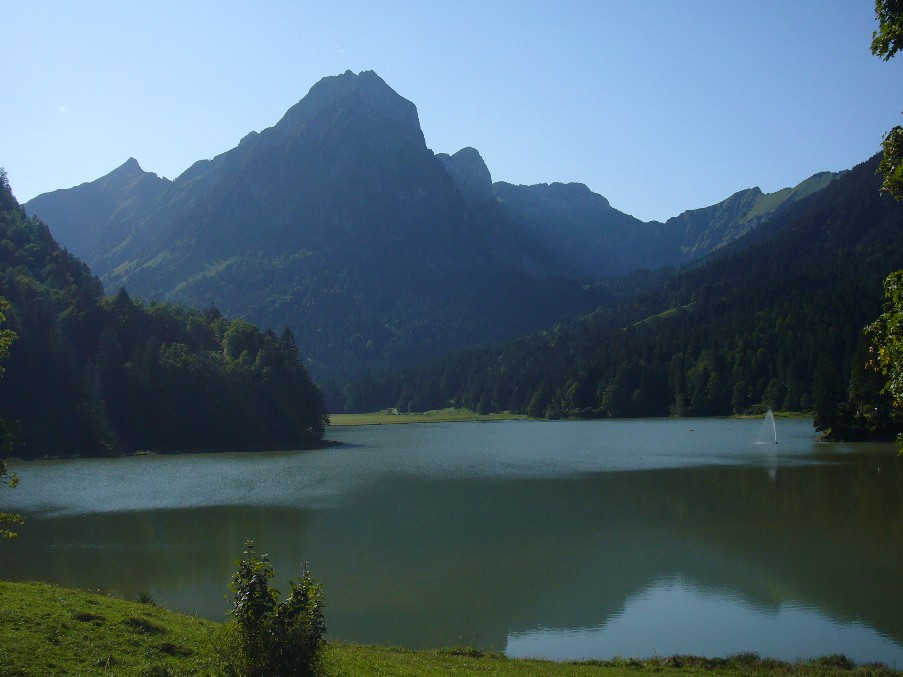

布呂內利施托克山（Brünnelistock），是瑞士的山峰，位於該國中部，處於施維茨州和格拉魯斯州接壤的邊界，屬於施維茨阿爾卑斯山脈的一部分，海拔高度2,133米。

## 外部連結
- Brünnelistock on Hikr （页面存档备份，存于）